# Jeok
Jeok (적; 炙) es un plato de carne coreano que se sirve con brochetas. Jeok se elabora típicamente con una gran variedad de carnes, verduras y champiñones y generalmente se sirve en ocasiones especiales como cumpleaños (hwangap) y ceremonias de boda. Jeok viene en múltiples variedades, incluyendo sanjeok y nureum-jeok.

## Origen
Jeok es de Maekjeok (貊炙). Se trata en el libro En Busca de lo Sobrenatural (搜神記) escrito durante la dinastía Jin de China. En una carta, Maek (貊) se refiere a la gente de Yemaek. El libro dice "El plato cocido a fuego lento de Qiang y el asado de Yemaek son alimentos de los bárbaros. Desde el comienzo de China, son apreciados por los nobles y los ricos" (羌煮,貊炙,翟之食也。自太始以來,中國尚之。貴人,富室,必留其器) donde el asado de Yemaek es Maekjeok. Según otro registro de Shiming (釋名), "Maekjeok es un cerdo entero que se asa a la parrilla, del cual cada individuo que participa en la comida corta trozos de carne. Se deriva de Yemaek". (貊炙,全體炙之,各自以刀割,出於胡貊之為也)
Estas descripciones muestran que Maekjeok es un plato diferente de Bulgogi. Sin embargo, en Corea, se cree que Maekjeok es el precursor del Bulgogi moderno. Fuera de la nobleza, la gente común también disfrutaba del jeok y platos similares a la parrilla sin pinchos, como bulgogi y galbi.

## Variedad
Dependiendo de los ingredientes y los métodos de preparación, los nombres exactos se convierten en sanjeok, nureum-jeok (누름적), junto con otras variaciones. Las tres categorías principales de jeok son pescado, verduras y carne.
Las verduras que se sirven con jeok incluyen cebolletas, zanahorias, flores de campana ancha y, sobre todo, champiñones. Estos son alimentos que se encuentran ampliamente disponibles en las áreas locales donde la cocina se hizo popular por primera vez. Como el jeok consta de varios ingredientes, desde verduras hasta carne, el plato tiene un alto equilibrio nutricional y, a diferencia de muchos platos coreanos, no incluye arroz.